# Souleymane Ndéné Ndiaye

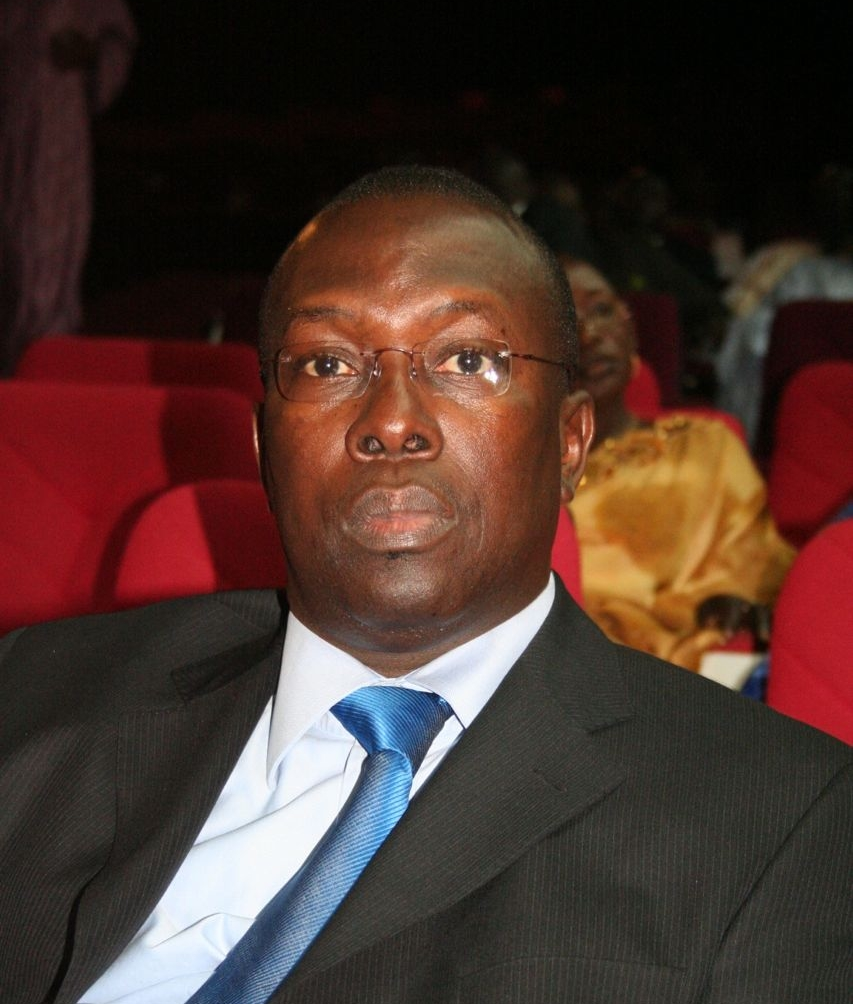
Souleymane Ndéné Ndiaye (2008)

Souleymane Ndéné Ndiaye (* 6. August 1958 in Kaolack) ist ein senegalesischer Politiker. Von 2009 bis 2012 war er Premierminister des Senegal. Er ist Mitglied der Senegalesischen Demokratischen Partei (PDS).
Der Rechtsanwalt Ndiaye wurde 2002 Bürgermeister von Guinguinéo in der Region Kaolack. Von März bis November 2005 war er daneben Minister für den Öffentlichen Dienst und Arbeit, danach war er Kabinettsleiter von Präsident Abdoulaye Wade. 2007 war er kurzzeitig Staatsminister für Umwelt und Naturschutz unter Premierminister Cheikh Hadjibou Soumaré, bevor er im Juli 2007 zum Staatsminister für Schifffahrt und Fischerei ernannt wurde.
Bei den Kommunalwahlen im März 2009 wurde Ndiaye als Bürgermeister bestätigt. Damit war er einer der wenigen PDS-Funktionäre, die sich behaupten konnten. Nach diesen Wahlen trat Premierminister Soumaré zurück und Präsident Wade ernannte Ndiaye zum neuen Premierminister.